# Oblast (sura)
Oblast (arabsko Al-Mulk) je 67. sura (poglavje) v Koranu, ki jo sestavlja 30 ajatov (verzov). Je meška sura.
Med opravljanjem molitve (salata oz. namaza) pri tej suri verniki opravijo 2 ruku'ja (priklona).